# Michael Ellsworth
Michael Ellsworth (ur. 3 kwietnia 1972) – amerykański zapaśnik w stylu klasycznym. Dwa medale na mistrzostwach panamerykańskich, srebro w 2002. Szósty w Pucharze Świata w 2003 roku. Zawodnik University of Michigan.